# شهرستان فان

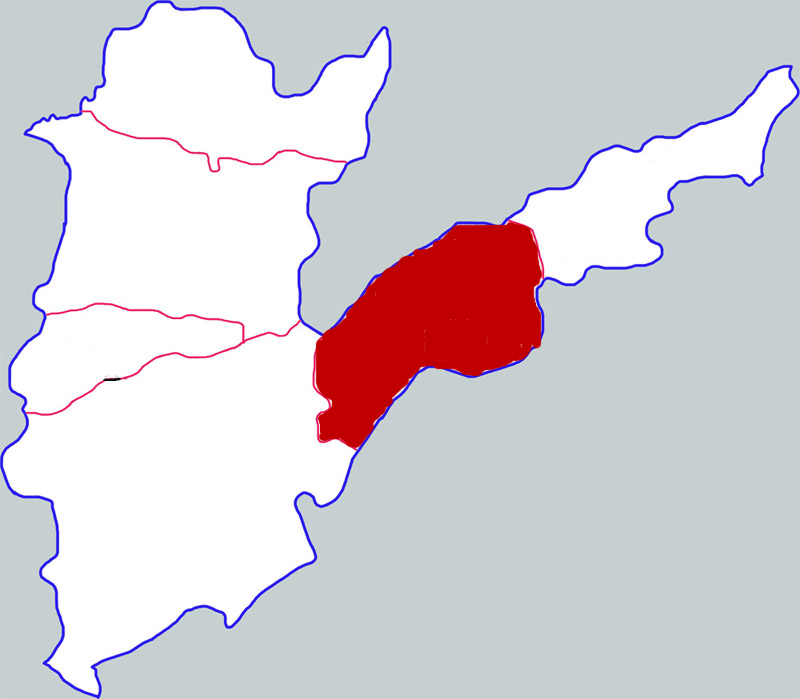
شهرستان فان

شهرستان فان (به لاتین: Fan County) یک منطقهٔ مسکونی در چین است که در پویانگ واقع شده‌است.